# كيكي روزبرغ
كيكي روزبرغ (بالفنلندية: Keke Rosberg)‏ مواليد 6 ديسمبر 1948 في بلدية سولنا، السويد، هو سائق فورملا 1 فنلندي سابق بدأ مسيرته الاحترافية سنة 1978. حائز على بطولة العالم للفورملا 1. كان أول سباق له هو جائزة جنوب أفريقيا الكبرى 1978، حقق أول فوز له في جائزة سويسرا الكبرى 1982. خاض خلال مسيرته 128 سباقاً فاز في 5 منها.

## سباقات شارك فيها
- لو مان 24 ساعة
- بطولة العالم للسيارات الرياضية

## بطولات حققها
- بطولة العالم للفورمولا 1
- جائزة سويسرا الكبرى 1982
- جائزة أستراليا الكبرى 1985

## روابط خارجية
- كيكي روزبرغ على موقع IMDb (الإنجليزية)
- كيكي روزبرغ على موقع Racing-Reference.info (الإنجليزية)
- كيكي روزبرغ على موقع DriverDB.com (الإنجليزية)
- كيكي روزبرغ على موقع eWRC-results.com (الإنجليزية)